# Julgamento de Arne Cheyenne Johnson
O julgamento de Arne Cheyenne Johnson, também conhecido como o caso "O Diabo me fez fazer", é o primeiro processo judicial conhecido nos Estados Unidos em que a defesa buscou provar a inocência com base na alegação do réu de posse demoníaca e negação de propriedade pessoal responsabilidade pelo crime. Em 24 de novembro de 1981, em Brookfield, Connecticut, Arne Cheyenne Johnson foi condenado por homicídio culposo pelo assassinato de seu senhorio, Alan Bono.
De acordo com o testemunho da família Glatzel, David Glatzel, de 11 anos, teria alegadamente hospedado um demônio. Depois de testemunhar uma série de ocorrências cada vez mais nefastas envolvendo David, a família, exausta e apavorada, decidiu contar com a ajuda dos autodenominados demonologistas Ed e Lorraine Warren em um último esforço para "curar" David. A família Glatzel, junto com os Warren, então fez com que vários padres pedissem à Igreja que realizasse um exorcismo formal em Davi. O processo continuou por vários dias, terminando quando, segundo os presentes, um demônio fugiu do corpo da criança e fixou residência em Arne.
Vários meses depois, Arne matou seu senhorio durante uma conversa acalorada. Seu advogado de defesa argumentou no tribunal que ele estava possuído, mas o juiz decidiu que tal defesa nunca poderia ser provada e, portanto, inviável em um tribunal. Arne foi posteriormente condenado, embora só cumprisse cinco anos de uma sentença de 10 a 20 anos.
O julgamento atraiu a atenção da mídia de todo o mundo e obteve um nível de notoriedade devido às inúmeras descrições dos eventos na literatura e na televisão. O julgamento foi posteriormente transformado em uma adaptação para o cinema intitulada Invocação do Mal 3: A Ordem do Demônio (2021).

## História
Arne Johnson e Debbie Glatzel forneceram relatos em primeira mão para a versão dos eventos retratados em A Haunting, do Discovery Channel, episódio "Where Demons Dwell". Eles não acreditavam em atividades demoníacas, mas afirmavam que seu pai era uma testemunha ocular da possessão demoníaca. Tanto Johnson quanto Debbie foram inflexíveis em seu apoio à lembrança dos eventos dos Warrens. Eles afirmaram que a atividade paranormal começou depois que eles foram limpar uma propriedade alugada que tinham acabado de adquirir. David lembrou-se de que apareceu um velho, empurrando-o e assustando-o. O casal inicialmente pensou que David estava usando o velho como desculpa para evitar a limpeza, mas David os informou que o velho havia jurado prejudicar os Glatzels se eles se mudassem para a casa alugada. As visões de David do velho incluíam o homem aparecendo como uma besta demoníaca que murmurava em latim e ameaçava roubar sua alma. Embora a família supostamente tenha ouvido barulhos estranhos vindos do sótão, ninguém além de David testemunhou o velho. Depois que David experimentou terrores noturnos, exibiu um comportamento estranho e obteve arranhões e hematomas inexplicáveis, a família recorreu aos serviços de um padre católico, que tentou abençoar a casa. A família apavorada concluiu que a casa era má e não iria mais continuar a alugá-la.
As visões de David pioraram, ocorrendo também durante o dia. Doze dias após o incidente original, a família convocou os autoproclamados demonologistas Ed e Lorraine Warren para ajudar. Lorraine supostamente testemunhou uma névoa negra se materializar ao lado de David, uma indicação aparente de uma presença malévola. Debbie e sua mãe disseram aos Warren que viram David sendo espancado e sufocado por mãos invisíveis e que marcas vermelhas apareceram em seu pescoço depois. David começou a rosnar, sibilar, falar em vozes de outro mundo e recitar passagens da Bíblia ou do Paraíso Perdido. Os Glatzels contaram como todas as noites um membro da família ficava acordado com David enquanto ele sofria de espasmos e convulsões. Depois de receber um prognóstico de múltiplas posses dos Warren, David foi submetido a três "exorcismos menores". Lorraine afirma que David levitou, parou de respirar por um tempo e até demonstrou a habilidade sobrenatural de precognição, especificamente em relação ao assassinato que Johnson cometeria posteriormente. Em outubro de 1980, os Warrens contataram a polícia de Brookfield para avisá-los de que a situação estava se tornando perigosa.
De acordo com o testemunho ocular, Arne Johnson coagiu um dos demônios, supostamente dentro de David, a possuí-lo enquanto participava dos exorcismos de David. É aqui que A Haunting se desvia das circunstâncias da posse de Johnson, conforme descrito pelos envolvidos. De acordo com o programa, alguns dias depois de Johnson incitar o demônio durante o exorcismo, ele foi atacado de forma bastante cruel pelo demônio, que supostamente assumiu o controle de seu carro e o forçou contra uma árvore; felizmente, Johnson saiu ileso. Após este incidente, Johnson voltou à propriedade alugada para examinar um antigo poço que supostamente abrigava o demônio. Tanto na versão dramatizada quanto em seu relato pessoal, Johnson lembra que este foi seu encontro final com o demônio enquanto estava completamente lúcido. Depois de encontrar o demônio no poço e fazer contato visual com ele, ele ficou possesso. Os Warren afirmam tê-lo avisado para não fazer isso (embora seu aviso não tenha sido mencionado em A Haunting ). Conforme a condição de David piorava ainda mais, Debbie e Johnson, que moravam na casa de sua mãe, decidiram que era hora de se mudar. Debbie foi contratada por Alan Bono, um novo residente em Brookfield, como tratadora de cães. Debbie e Johnson começaram a alugar um apartamento perto de seu local de trabalho. Depois de se mudar, Johnson começou a exibir um comportamento estranho que era notavelmente semelhante ao de David, fazendo com que Debbie temesse que ele também tivesse ficado possuído. De acordo com Debbie, Johnson caia em um estado de transe, onde ele rosnava e alucinava, mas depois não teria nenhuma memória disso.

## O assassinato
Em 16 de fevereiro de 1981, Johnson disse que juntou-se a Debbie no canil onde ela trabalhava, junto com sua irmã Wanda e a prima de 9 anos de Debbie, Mary. Bono, o proprietário do casal e empregador de Debbie no canil, comprou o almoço do grupo em um bar local e começou a beber muito. Após o almoço, o grupo retornou ao canil. Debbie então levou as meninas para buscar pizza, mas insistiu que elas voltassem rapidamente, antecipando problemas. Quando eles voltaram, Bono, embriagado neste ponto, ficou agitado. Todos deixaram a sala por insistência de Debbie, exceto Bono, que agarrou Mary e se recusou a soltá-la. Johnson voltou para o apartamento e ordenou que Bono libertasse Mary. Wanda relatou os seguintes eventos à polícia. Mary correu para o carro enquanto Debbie tentava amenizar a situação ficando entre os dois homens. Wanda tentou em vão afastar Johnson. Johnson, rosnando como um animal, então sacou um canivete de 5 polegadas (130 mm) e esfaqueou Bono repetidamente. Bono morreu várias horas depois. De acordo com o advogado de Johnson, Bono sofreu "quatro ou cinco feridas tremendas", principalmente no peito, e uma que se estendia do estômago até a base do coração. Johnson foi descoberto a duas milhas (3 km) do local do assassinato e foi mantido no Centro Correcional de Bridgeport sob fiança de US$ 125.000. Este foi o primeiro assassinato na história de Brookfield, Connecticut.

## Reação da mídia e procedimentos legais
No dia seguinte ao assassinato, Lorraine Warren informou à polícia de Brookfield que Johnson estava possuído quando o crime foi cometido. Uma "blitz da mídia" logo cercou a história, alimentada em parte pelos Warren, cujos agentes prometeram que palestras, um livro e até mesmo um filme detalhando o caso horrível estavam em andamento. Martin Minnella, o advogado de Johnson, recebeu ligações de todo o mundo sobre o que estava sendo chamado de Julgamento de Assassinato do Demônio. Minnella viajou para a Inglaterra para se encontrar com advogados que haviam se envolvido em dois casos semelhantes (embora nenhum deles fosse a julgamento). Ele planejava trazer especialistas em exorcismo da Europa e ameaçou intimar os padres que supervisionaram os exorcismos de David Glatzel se eles não cooperassem com a defesa.
O julgamento ocorreu no Tribunal Superior de Connecticut em Danbury, começando em 28 de outubro de 1981. Minnella tentou apresentar uma confissão de culpa em virtude da posse, mas o juiz presidente, Robert Callahan, prontamente rejeitou essa defesa. Callahan argumentou que tal defesa jamais poderia existir em um tribunal devido à falta de evidências e que seria "irrelativo e não científico" permitir o testemunho relacionado. A defesa optou por sugerir que Johnson agiu em legítima defesa. Por causa disso, o júri não foi legalmente autorizado a considerar a possessão demoníaca como uma explicação viável para o assassinato. O júri deliberou por 15 horas ao longo de três dias antes de condenar Johnson em 24 de novembro de 1981 por homicídio culposo. Ele foi sentenciado a 10-20 anos de prisão, embora tenha cumprido apenas cinco.

## Rescaldo
O incidente levou à criação de um filme para televisão intitulado The Demon Murder Case na NBC e aos preparativos para um longa-metragem, cuja produção foi paralisada devido a conflitos internos. Em 1983, Gerald Brittle, com a ajuda de Lorraine Warren, publicou um livro sobre o incidente intitulado The Devil in Connecticut. Lorraine Warren afirmou que os lucros do livro foram compartilhados com a família. Fontes confirmaram que US$ 2.000 foram pagos à família pela editora do livro. Após a republicação do livro em 2006 pela iUniverse, David Glatzel e seu irmão, Carl Glatzel Jr., processaram os autores e editores de livros por violar seu direito à privacidade, difamação e "sofrimento intencional de sofrimento emocional". Carl também afirmou que o livro alegava que ele cometeu atos criminosos e abusivos contra sua família e outras pessoas. Ele disse que a história da possessão era uma farsa inventada por Ed e Lorraine Warren para explorar a família e a doença mental de seu irmão, e que o livro o apresentava como o vilão porque ele não acreditava nas alegações sobrenaturais. Ele afirmou que os Warren lhe contaram que a história tornaria a família milionária e ajudaria a tirar Johnson da prisão. Segundo Carl Glatzel, a publicidade gerada pelo incidente o obrigou a abandonar a escola e perder amigos e oportunidades de negócios. Em 2007, ele começou a escrever um livro, intitulado Alone Through the Valley, sobre sua versão dos acontecimentos em torno de seu irmão. Lorraine Warren defendeu seu trabalho com a família, dizendo que os seis padres envolvidos no incidente concordaram na época que o menino estava possuído e que os eventos sobrenaturais que ela descreveu eram reais. Brittle, autor de The Devil in Connecticut, diz que escreveu o livro porque "a família queria que a história fosse contada", que ele possui um vídeo de mais de 100 horas de suas entrevistas com a família e que eles assinaram o livro como correto antes foi para impressão. O pai de Glatzel, Carl Glatzel Sr., nega ter contado ao autor que seu filho estava possuído. Johnson e Debbie (agora casados) apoiam de todo o coração o relato dos Warren sobre possessão demoníaca e declararam que os Glatzels em questão estão processando simplesmente para fins monetários. O evento inspirou a premissa do filme de 2021 Invocação do Mal 3: A Ordem do Demônio.